# Toño de Valdés
José Antonio «Toño» de Valdés Franco (Ciudad de México, 22 de octubre de 1960) es un cronista deportivo. Actualmente trabaja en TUDN (Televisa) y Grupo Acir, con experiencia en los deportes desde 1978, ha narrado desde entonces los eventos más importantes del mundo deportivo en los que destacan los Juegos Olímpicos, Mundiales de Fútbol, Superbowls y Series Mundiales. Es apodado Patas Verdes.

## Inicios
Toño de Valdés nació en la Ciudad de México. Vivió su infancia en la Colonia San Pedro de los Pinos. A los 18 años inició estudios en publicidad. Su padre, al ver que no tenía las aptitudes para llevar a cabo esta profesión, lo encaminó hacia el periodismo deportivo al presentarlo con Raúl del Campo Jr., quien producía los partidos de fútbol en radio en Televisa. A partir de entonces, Toño empezó como reportero de cancha, en fútbol. Después, las circunstancias lo llevaron al fútbol americano y al béisbol.

## Carrera
Ha participado en Noticieros de televisión con Guillermo Ochoa, Ricardo Rocha, Joaquín López-Dóriga, Adela Micha, Leonardo Kourchenko y Carlos Loret de Mola. Toño ha narrado Series Mundiales desde 1981, Superbowls, ido a los Mundiales de Fútbol desde 1982 y a los Juegos Olímpicos desde 1984. Su trayectoria en televisión se complementa con la prensa escrita y radio, en donde el programa de Toño, Espacio Deportivo, se ha escuchado de lunes a viernes desde 1988. Actualmente es reconocido como una de las figuras más importantes en Televisa, participa en Despierta todas las mañanas, los domingos en Acción y la Jugada, los 2 programas deportivos más importantes de Televisa Deportes (ahora TUDN), y narra partidos de la NFL.

## Premios
Ha recibido muchos reconocimientos en los que se destaca el Premio ANTENA de la CIRT por su Trayectoria en Televisión entregado por el presidente Enrique Peña Nieto en noviembre del 2016.
| Organización | tipo                   | Galardón              | Razón                                                                     |
| ------------ | ---------------------- | --------------------- | ------------------------------------------------------------------------- |
| YouTube      | YouTube Creator Awards | Silver Creator Awards | Por la cantidad de 100 000 (cien mil) suscriptores en su canal de Youtube |

| El 30 de noviembre de 2023, recibió por parte del Club de Periodistas de México, A. C. el Premio Nacional de Periodismo 2023. |
| --- |